# Park Narodowy „Bory Tucholskie”
Park Narodowy „Bory Tucholskie” – jeden z 23 parków narodowych na terenie Polski i 11 na nizinach. Znajduje się na terenie województwa pomorskiego, w powiecie chojnickim, w granicach gmin Chojnice i Brusy. Siedzibą dyrekcji parku jest miejscowość Charzykowy, położona 3 km od Chojnic.

## Informacje ogólne
Park Narodowy „Bory Tucholskie” został utworzony w 1996 roku. Zajmuje powierzchnię 4613,04 ha. Wokół parku wyznaczono otulinę o powierzchni 12 980,52 ha.
Park wchodzi w skład utworzonego w 2010 roku Rezerwatu Biosfery „Bory Tucholskie”.
Powierzchnia leśna parku obejmuje jedynie 1,9% całkowitej powierzchni leśnej Borów Tucholskich. Stanowi to obszar o powierzchni 3800 ha, zajmujący blisko 83% powierzchni parku. Dominują siedliska borowe, zajmujące 98% spośród wszystkich siedlisk leśnych.

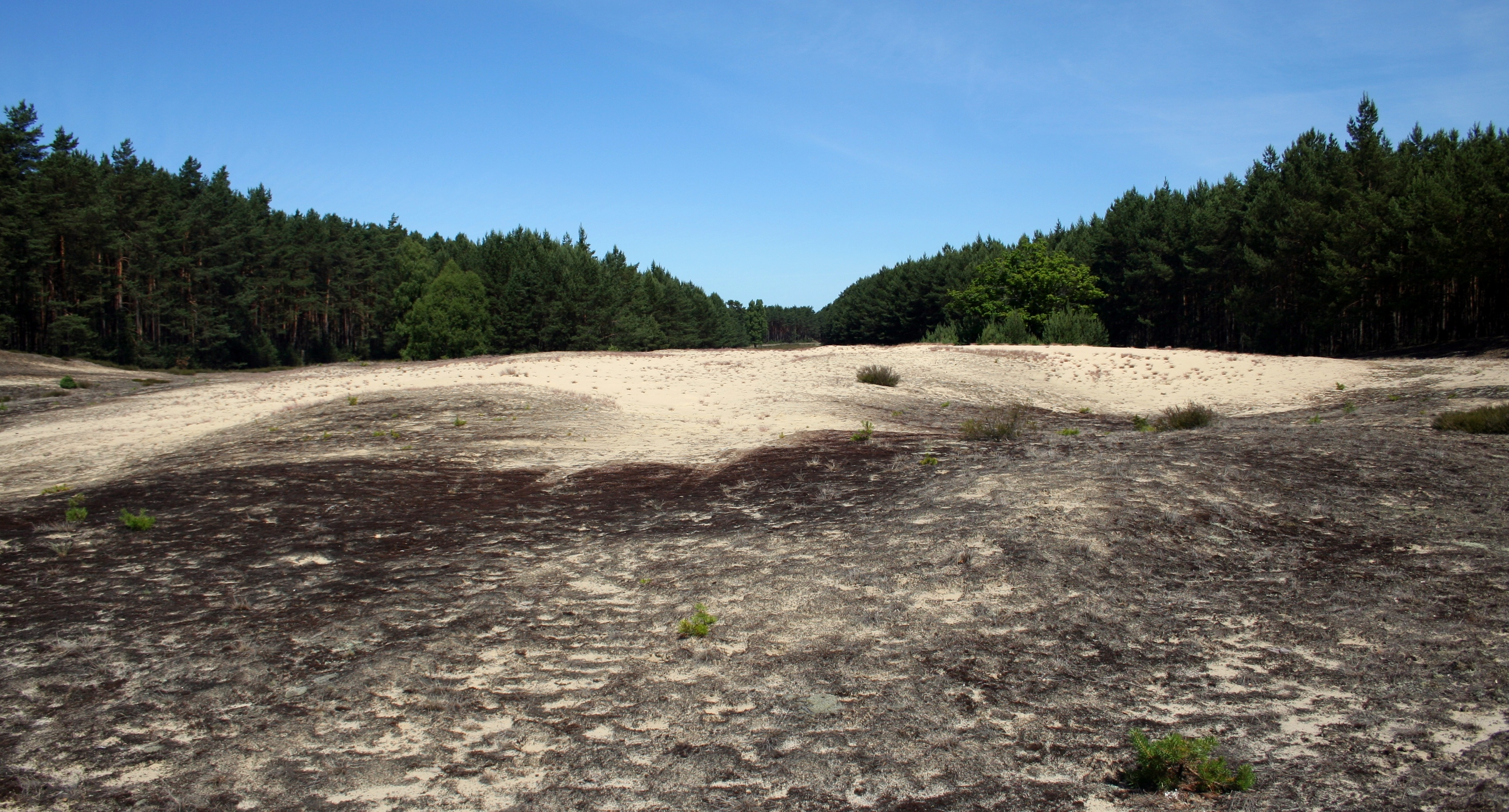
Jedna z wydm (dawniej pas przeciwpożarowy) w południowej części parku

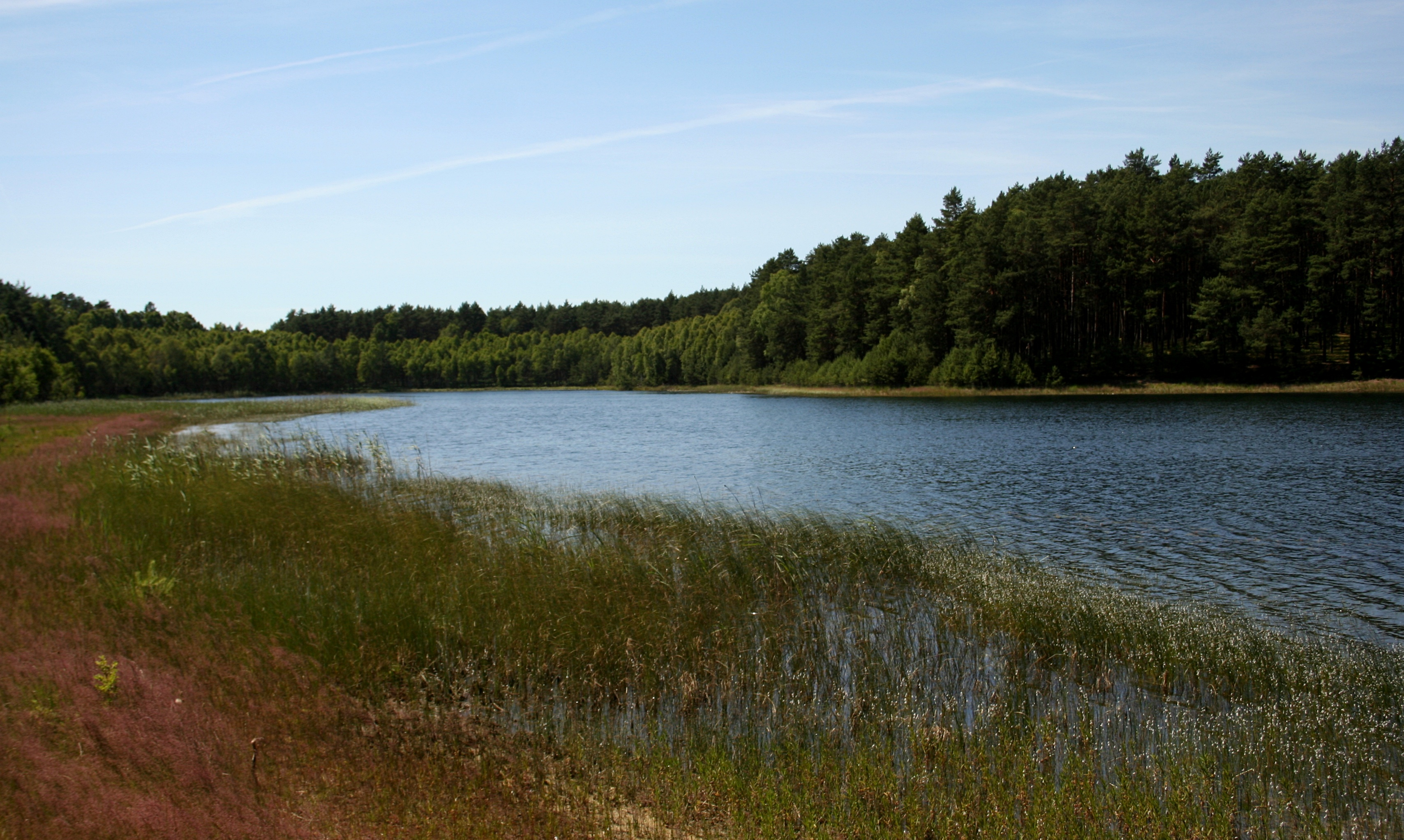
Fragment jeziora Wielkie Gacno

Wody zajmują 11,5% powierzchni parku. W jego obrębie znajduje się 21 jezior, z których największe i najgłębsze to Jezioro Ostrowite (272 ha). Siedem z nich jest ze sobą połączone i tworzy ciąg nazwany Strugą Siedmiu Jezior, stanowiący niewielką rzekę o długości 13,9 km. Cztery jeziora – Wielkie Gacno, Małe Gacno, Nierybno i Głuche – to jeziora lobeliowe.
Ochroną ścisłą objęto 7% powierzchni parku. Utworzono tu 10 obszarów ochrony ścisłej. Tylko dwa z nich są udostępnione do zwiedzania: Małe Gacno i Kacze Oko. Pozostałe to: Głuche, Olbracht, Rybie Oko, Kocioł, Kociołek, Błotko, Nierybno i Półwysep na jez. Ostrowie.

## Flora
Mimo mało urozmaiconych, ubogich i kwaśnych siedlisk, flora porostów, grzybów, mchów i roślin naczyniowych jest dosyć bogata. W parku stwierdzono występowanie ok. 22% wszystkich znanych gatunków mchów Polski i 11% znanych gatunków wątrobowców, a także 33% odnotowanych w kraju gatunków porostów. Wśród roślin naczyniowych stwierdzono 634 gatunki. Należą one do 96 rodzin, spośród których najliczniej reprezentowane są wiechlinowate (trawy), astrowate, turzycowate, motylkowate i różowate. 34 rodziny są w Parku reprezentowane tylko przez jeden gatunek. 
W wodach jezior rośnie poryblin jeziorny, a także lobelia jeziorna, która w Polsce występuje w 130 jeziorach Pojezierza Pomorskiego. Inny oligotroficzny przedstawiciel flory jezior parku to elisma wodna. Niektóre z roślin mogą rosnąć także i w wodach dystroficznych – zalicza się do nich grążel drobny. W czterech jeziorach lobieliowych parku występują grzybienie północne; w niektórych jeziorach mezotroficznych wywłócznik skrętoległy. W parku lub jego sąsiedztwie mają także stanowiska takie rośliny jak wierzba borówkolistna, brzoza niska, skalnica torfowiskowa, chamedafne północna, turzyca strunowa, turzyca bagienna, lipiennik Loesela, przygiełka brunatna, kukułka Ruthego. Do reliktów glacjalnych należy m.in. mszar nastroszony z mchów, zaś z roślin naczyniowych 5 gatunków: bagno zwyczajne, borówka bagienna, bażyna czarna, zimoziół północny, trzcinnik prosty. W obszarach leśnych rosną dwie sasanki: sasanka wiosenna i sasanka otwarta.
Lista z 2011 roku obejmuje 27 gatunków wątrobowców (dwa chronione) i 166 gatunków mchów, z czego 44 objęte wówczas ochroną. Odnotowano 483 gatunki grzybów rosnące w parku; należy do nich m.in. jeleniak sarni. Do roku 2014 odnotowano występowanie 43 objętych ochroną gatunkową gatunków roślin naczyniowych.

## Fauna
Najliczniej w parku występują stawonogi. Reprezentowane są m.in. przez 42 gatunki motyli dziennych (w tym czerwończyk nieparek), 17 gatunków mrówek (np. zbójnica krwista i mrówka rudnica), 45 gatunków ważek (w tym trzepla zielona i łunica czerwona) i 104 gatunki pszczół (np. lepiarka jedwabniczka). W jeziorach połączonych Strugą stwierdzono 28 gatunków ryb; 7 spośród nich – węgorz europejski, szczupak, lin, okoń, leszcz, płoć i kleń – występuje w każdym z nich. Dwa gatunki, koza pospolita oraz różanka pospolita (tu podgatunek Rhodeus sericeus amarus), objęte są ochroną. W wyniku zarybień obszar Parku zamieszkują obce gatunki ryb, np. tołpyga biała. Odnotowano 11 gatunków płazów, m.in. żabę jeziorkową i 5 gatunków gadów (m.in. jaszczurkę żyworodną) oraz 37 gatunków ssaków, w tym jelenia szlachetnego, ryjówkę malutką i zająca szaraka.
Według danych z 2011 w parku gniazduje 86 gatunków ptaków, a stwierdzono ich ogólnie 114, z 14 rzędów. Najwięcej – 55 – z rzędu wróblowych; 13 z rzędu blaszkodziobych. Do wróblowych Parku należą np. świstunka leśna, piecuszek, muchołówka żałobna i krzyżodziób świerkowy, zaś do blaszkodziobych m.in. łabędź krzykliwy, cyraneczka, gęś zbożowa i tracz bielaczek. Spośród rzędów siewkowych i szponiastych w Parku występuje po 9 gatunków. Z siewkowców można wymienić słonkę, brodźca piskliwego i mewę srebrzystą, zaś ze szponiastych bielika i błotniaka stawowego. Występuje tu także wodnik zwyczajny, żuraw zwyczajny i łyska zwyczajna. Sowy występujące na terenie parku narodowego to: puchacz, sóweczka, puszczyk zwyczajny i włochatka.
Dane ze strony parku informują o następujących liczbach ptaków: łącznie wykazano obecność 130 gatunków ptaków, z czego 98 gatunków jest lęgowych. Ochronie prawnej podlega zdecydowana większość z nich, bo aż 121 gatunków, natomiast 24 gatunki znajdują się w  załączniku I Dyrektywy Ptasiej.
W logo parku znajduje się stojący na gałęzi sosny głuszec, jednak ptak ten od dłuższego czasu nie występuje na terenach, które obecnie zajmuje park. Prawdopodobnie ostatni przedstawiciel tego gatunku zamieszkujący Bory Tucholskie został odstrzelony w 1975 roku. 